# Liste der Kulturdenkmale in Dalldorf
In der Liste der Kulturdenkmale in Dalldorf sind alle Kulturdenkmale der schleswig-holsteinischen Gemeinde Dalldorf (Kreis Herzogtum Lauenburg) aufgelistet (Stand: 10. März 2025).

## Legende
In den Spalten befinden sich folgende Informationen:
- Objekt-ID: die Nummer des Kulturdenkmales
- Lage: die Adresse des Kulturdenkmales und die geographischen Koordinaten. Kartenansicht, um Koordinaten zu setzen. In der Kartenansicht sind Kulturdenkmale ohne Koordinaten mit einem roten Marker dargestellt und können in der Karte gesetzt werden. Kulturdenkmale ohne Bild sind mit einem blauen Marker gekennzeichnet, Kulturdenkmale mit Bild mit einem grünen Marker.
- Offizielle Bezeichnung: Bezeichnung des Kulturdenkmales
- Beschreibung: die Beschreibung des Kulturdenkmales
- Bild: ein Bild des Kulturdenkmales

## Sachgesamtheiten
| Objekt-ID | Lage                                         | Offizielle Bezeichnung | Beschreibung | Bild            |
| --------- | -------------------------------------------- | ---------------------- | --- | --------------- |
| 23539     | Hauptstraße 9 (53° 26′ 12″ N, 10° 36′ 47″ O) | Gut Dalldorf           | Gut Dalldorf; 18.–19. Jahrhundert, 2. Hälfte 19. Jh.; offener Dreiseithof mit zurückliegendem, traufständigem Gutshaus, giebelständiger Fachwerkscheune und jüngerem, giebelständigem Stallgebäude, Einfriedung, Einfahrtspfeiler und Lindenreihe - Begründung: geschichtlich, städtebaulich, Kulturlandschaft prägend - Schutzumfang: Gutshaus mit Baumkranz, Einfriedung mit Zufahrtspfeilern, Fachwerkscheune | Fotos hochladen |

## Bauliche Anlagen
| Objekt-ID | Lage                                         | Offizielle Bezeichnung | Beschreibung | Bild            |
| --------- | -------------------------------------------- | ---------------------- | --- | --------------- |
| 35628     | Hauptstraße 9 (53° 26′ 12″ N, 10° 36′ 47″ O) | Gutshaus               | Gutshaus; 2. Hälfte 19. Jahrhundert; eingeschossiger Putzbau mit Kniestock, erhöhter Mittelrisalit, flaches Satteldach mit Schieferdeckung, Einfriedung und Lindenreihe - Begründung: geschichtlich, städtebaulich, Kulturlandschaft prägend - Schutzumfang: Gutshaus, Baumkranz, Einfriedung mit Zufahrtspfeilern - Denkmaltyp: Bauliche Anlage, Sachgesamtheit: Gut Dalldorf | Fotos hochladen |